# Western Australian National Panasonic 1981
Il Western Australian National Panasonic 1981 è stato un torneo di tennis giocato sull'erba. È stata la 1ª e unica edizione del torneo, che fa parte del WTA Tour 1981. Si è giocato a Perth in Australia, dal 16 al 22 novembre 1981.

## Campionesse

### Singolare
Pam Shriver ha battuto in finale  Andrea Jaeger con il punteggio di 6–1, 7–6

### Doppio
Barbara Potter /  Sharon Walsh hanno battuto in finale  Betsy Nagelsen / Candy Reynolds  6–4, 6–2